# 42618 Bardabelias
42618 Bardabelias è un asteroide della fascia principale. Scoperto nel 1998, presenta un'orbita caratterizzata da un semiasse maggiore pari a 2,276250 UA e da un'eccentricità di 0,209680, inclinata di 6,101685° rispetto all'eclittica.